# Sphaeroma mukaii
Sphaeroma mukaii là một loài chân đều trong họ Sphaeromatidae. Loài này được Nunomura miêu tả khoa học năm 2006.